# Port lotniczy Kuujjuaq
Port lotniczy Iqaluit (IATA: YVP, ICAO: CYVP) – port lotniczy położony około 3 kilometry od miasta Kuujjuaq, w prowincji Quebec, w Kanadzie. 